# Johannes Cyprian

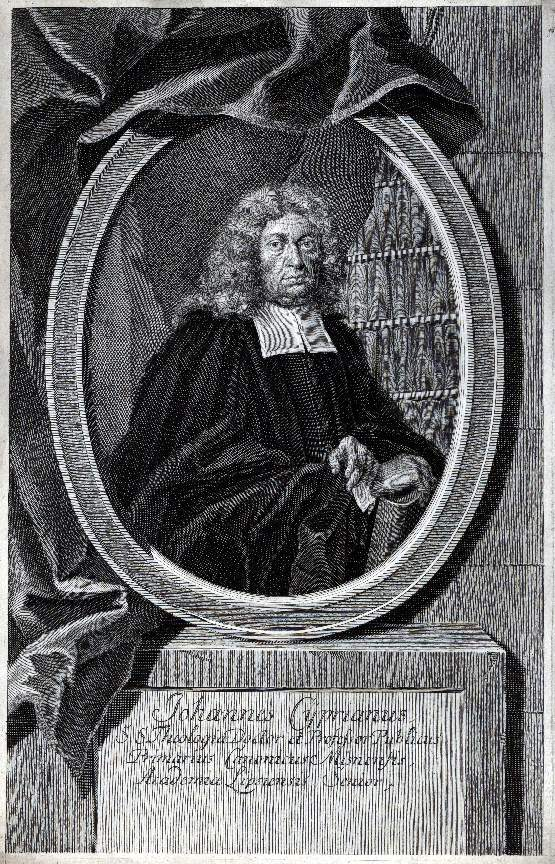
Johannes Cyprian

Johannes Cyprian (auch: Johann Cyprianus; * 24. Oktober 1642 in Rawitsch; † 12. März 1723 in Leipzig) war ein polnischer Physiker und lutherischer Theologe.

## Leben
Cyprian war der Sohn des Kauf- und Handelsmanns Georg Cyprian. Seine Mutter Susanne Renner wurde in Schlesien geboren und war die Tochter eines Kaufmanns aus Gurau. Sie stammte aus einer polnischen Familie und blieb dem katholischen Glauben verhaftet. Sein Großvater Johann Cyprian, der im Alter von 103 Jahren starb, war ebenfalls katholisch und mit der aus Köln stammenden Rebekka Sehlin verheiratet.
In jungen Jahren erhielt Cyprian durch seinen evangelisch geprägten Vater eine gute Ausbildung. Im zwölften Lebensjahr besuchte er die erweiterte Schule seiner Heimatstadt. 1654 waren die Schweden in seiner Heimat eingefallen, so dass seine Familie nach Herrnstadt in Schlesien flüchtete. Dort setzte er seine Ausbildung für ein halbes Jahr an der dortigen Schule fort.
Danach besuchte er 1655 das Gymnasium St. Elisabeth in Breslau, anschließend ab 1662 die Universität Leipzig und absolvierte zunächst ein Studium der philosophischen Wissenschaften. Hierzu besuchte Cyprian die Vorlesungen von Johann Adam Schertzer, Christian Thomasius, Friedrich Rappold (1615–1676) und Valentin Alberti. Dialektik sowie Metaphysik hörte er bei Johann Sigismund Schwenck († 1670), die hebräische Sprache bei Johann Benedict Carpzov II. und Valentin Friderici (1630–1702), Rechte bei Bartholomäus Leonhard Schwendendörffer sowie bei Georg Tobias Schwendendörffer. 1663 wurde er Baccalaureus und 1664 erwarb er den akademischen Grad eines Magisters der Philosophie. Am 22. Mai 1665 habilitierte er sich mit der Dissertation de signis.
Nebenher hatte er sich vor allem einem Studium der Theologie verschrieben. Dazu besuchte er Vorlesungen bei Schertzer, Georg Möbius, Rappold, Alberti und Johannes Olearius. 1669 wechselte er an die Universität Jena, wo er im Haus des Historikers Johann Andreas Bose Aufnahme fand, dessen Bibliothek er nutzen konnte. Dort beschäftigte er sich mit Kirchen- sowie Zivilgeschichte. Nebenher besuchte er die theologischen Vorlesungen bei Friedemann Bechmann, Johannes Musäus und Sebastian Niemann. Zurückgekehrt nach Leipzig, bekam er nach abgehaltener Dissertation De Adoratione 1670 die Erlaubnis, theologische Vorlesungen zu halten. 1675 wurde er Kollegiat am kleinen Fürstenkollegium und 1676 Adjunkt der philosophischen Fakultät und außerordentlicher Professor der Physik.
Nachdem er 1677 als Baccalaureus der Theologie Aufnahme in die theologische Fakultät gefunden hatte, wurde Cyprian 1678 die ordentliche Professur der Physik übertragen. Er erwarb am 22. August 1678 das Lizenziat der Theologie und wurde am 26. April 1679 Kollegiat des großen Fürstenkollegiums, dem er 1680 und 1688 als Präpositor vorstand. Nachdem er 1699 als Verwalter der Dorfschaften der Universität tätig gewesen war, wurde er am 3. September 1699 Assessor der theologischen Fakultät. Am 9. November 1699 wurde er mit der Dissertation Pro Loco zum Doktor der Theologie promoviert. 1700 wurde er außerordentlicher Professor der Theologie und Senior der polnischen Nation. 1710 stieg er in die ordentliche Professur der Theologie auf, 1713 wurde er Kanoniker in Zeitz, dasselbe 1715 in Meißen, damit verbunden Ephorus der kurfürstlichen Stipendiaten. 1721 war er der höchste Würdenträger der theologischen Fakultät als deren erster Professor und als ältester Universitätsangehöriger Senior der Leipziger Hochschule.
Diese Ehrungen im universitären Hochschulbetrieb erzielte er durch seine unermüdliche Beteiligung an den organisatorischen Aufgaben der Hochschule. So stand er der Leipziger philosophischen Fakultät 1707 sowie 1710 als Decemvir bei, war in der gleichen Fakultät sieben Mal Dekan, war zwei Mal Prokanzler der Universität und 1718 Inspektor der Ökonomie der Hochschule sowie des Leipziger Konsistoriums. Ab 1715 bis zu seinem Lebensende war er ständiger Dekan der theologischen Fakultät und verwaltete in den Wintersemestern 1682, 1690, 1696, 1702, 1708, 1712 sowie 1718 das Rektorat der Alma Mater. Cyprian war Mitglied verschiedener Leipziger Gelehrtengesellschaften, war 1716 Präpositor des Paulinerkollegiums und der Paulinerkirche. Er ist Mitbegründer der Acta Eruditorum. In seinem 80. Lebensjahr verstarb er nach einem Herzinfarkt und wurde am 14. März 1723 in der Paulinerkirche begraben.
Seine am 25. Januar 1680 geschlossene Ehe mit Christina († 6. Dezember 1727), der Tochter des Georg Möbius, der Witwe des Oberhofgerichtsadvokaten Friedrich Tobias Möbius, blieb kinderlos.

## Wirken
Cyprian ist in der theologischen Geschichtsbetrachtung immer als unbedeutender Theologe eingestuft worden. Tatsächlich ist bei einer intensiveren Betrachtung seiner geschichtswissenschaftlichen Leistung eine andere hermeneutische Betrachtungsweise heranzuziehen. Cyprian hat nicht nur die Lebensgeschichte von Wolfgang Franz bearbeitet, sondern vielen Zeitgenossen der damaligen Zeit ihre Lebensabrisse verfasst. So z. B. für Johann Jakob von Ryssel (1627–1699), Quirin Hartmann Schacher (1597–1670), Christian Siegmund Schacher, Johann Friedrich Ortlob (1661–1700), Johann Alexander Christ (1648–1707), Georg Lehmann (1616–1699) und Otto Mencke.
Er mag nicht besonders exegetisch oder homiletisch aufgefallen sein. In die Auseinandersetzungen gegenüber dem Pietismus war er als Vertreter der lutherischen Orthodoxie jedoch tief verstrickt. Er selbst gehört zum Leipziger Kreis der Frühaufklärer. Als einer der höchsten Vertreter der sächsischen theologischen Auffassung der damaligen Zeit muss sein Einflussbereich nicht unbedeutend gewesen sein. Zudem ist er als Despositor zahlreicher Responenten in Erscheinung getreten.

## Werke (Auswahl)
- De Contradictione Enunciationum, Dissertatio. Hahn, Leipzig 1667. (Digitalisat)
- Diss. De indifferentiismo morali historice, deduco eque sana Philosophia impugnato, Diss. Pro Loco posterior. 1668.
- Dissertatio Historico-Politica De Statu Et Motibus Galliae In Lanienam Parisinam desinentibus Gabrieli Naudaeo. Respondent: Paul Heinrich Rappolt. Coler, Leipzig 1674. (Digitalisat)
- Diss. De vocatio hominum universali ex Act. XVII. 30.31 pro Licentia. 1678 (daten.digitale-sammlungen.de).
- De Qualitatibus Occultis Superiorum indultu. Respondent: Conrad Hülse. Georgius, Leipzig 1682.
- Historiae animalium, a Wolfgango Franzio, theologo Witebergensi olim scriptae, continuatio. Hübner, Leipzig 1688. (Digitalisat)
- Progr. De juramento in Aristotelem sublato. 1690.
- Comparatio universitatum literariar. cum nundinis. Titius, Leipzig 1695. (Digitalisat)
- De pentalpha vel pentagono. 1699.
- Progr. De concordia rationis et fidei qouad notitam Dei naturalem, cum Professionem Theologiae Extraordinariam auspicaretur. 1700.
- Progr. De anonimi Pontificii quinquaginta rationibus fidem Romano Catholicam praeferendam et discendam suadentibus. 1701.
- Aliqua de illis, qui mortis genus ipsis praedictum evitare non potuerunt. 1703.
- Vitae curriculum Ottoni Menckenii. 1707.
- Vita humana mercatui comparatur. 1709.
- Vitae curriculum Pauli Winckleri. 1710.
- Commentarii et Supplementa in Wolffg. Franzii Historia animalum. 2. Teile, Frankfurt 1712.
- De sacrorum Bibliorum lecitone Laicis licita et necessaria, Festo Reform, Lutheri. 1716.
- Progr. De Trinitate ex Deut. VI. Fest. Pentecost. 1717.
- Progr. De lecitone Bibliorum a Pontificiis proibita, Festo Reform Lutheri. 1719.
- Progr. Interpretatio loci Jes. XXVIII. 16. Festo Pentecost. 1720.
- Progr. De placida morte homnium senio sonfectorum, ad Concionem funebrem nobilissimae matronae Johannae Dorotheae de Ryssel habendam. 1723.